# زوسيموس
البابا القديس زوسيموس (باللاتينية: Zosimus) هو بابا الكنيسة الكاثوليكية من 18 مارس 417 إلى 26 ديسمبر (أو 27 ديسمبر) 418 خلفًا للبابا إينوسنت الأول.
يذكر كتاب الأحبار (باللاتينية: Liber Pontificalis) أن زوسيموس كان إغريقيا، وأن اسم أبيه كان «أبرام»، وهو ما دفع المؤرخ أدولف فون هارناك إلى استنتاج أن عائلة زوسيموس كانت يهودية الأصل. غير أن ذلك الاستنتاج ليس مؤكدًا.
توفي البابا زوسيموس يوم 26 ديسمبر (أو 27 ديسمبر) 418 وخلفه البابا بونيفاس الأول.